# The Discworld Companion
The Discworld Companion — энциклопедия о Плоском мире известного английского писателя Терри Пратчетта. Книга написана в соавторстве со Стивеном Бриггсом (англ. Stephen Briggs). На русском языке ещё не издавалась.

## Аннотация
В книге содержатся подробные описания исторических лиц, географических мест, событий и т. п., появляющихся хотя бы в одном из романов по Плоскому миру или в других сопутствующих книгах (карты, дневники, короткие рассказы). Многие статьи содержат цитаты из романов Пратчетта. Статьи размещены в алфавитном порядке.
Первое издание Компаньона вышло в 1994 году и включало в себя статьи, описывающие персоналии, локации, расы, общественные системы и прочее из книг серии Плоский Мир, вплоть до романа «Роковая музыка».
Второе издание было опубликовано в 1997 году под названием The Discworld Companion Updated, с дополнениями из романов, вышедших после 1994 года, вплоть до романа «Санта-Хрякус».
Третье издание вышло в 2003 году под названием The New Discworld Companion. Самое последнее издание дополнено статьями о книгах до романа «Маленький свободный народец», включительно. Добавлены статьи о флоре и фауне Плоского мира, описаны новые локации — здание оперы в Анк-Морпорке, обычаи и новое, более подробное описание анк-морпоркских гильдий.
В книгу также включено десятистраничное интервью Пратчетта, озаглавленное «Discworld Quo Vadis?».
Интересно, что в ранних изданиях Компаньона встречаются статьи, посвященные еще ненаписанным топикам, например, Вильям де Слов упоминался в первом издании, за шесть лет до выхода книги «Правда».